# Campeonato Mundial de Baloncesto Femenino de 1971
El VI Campeonato Mundial de Baloncesto Femenino se celebró en Brasil entre el 15 de mayo y el 29 de mayo de 1971 bajo la organización de la Federación Internacional de Baloncesto y la Federación Brasileña de Baloncesto. Las sedes para los encuentros se localizaron en São Paulo, Recife, Niterói y Brasilia.
Las trece mejores selecciones nacionales femeninas de baloncesto compitieron por el título de campeón mundial, cuyo portador anterior era la selección de Unión Soviética, que en esta versión se alzó nuevamente con el título venciendo en la final a la selección de Checoslovaquia. Por otro lado, Brasil alcanzó la medalla de bronce.

## Plantillas medallistas
- Unión Soviética:

Angelė Rupšienė, Zinaida Kobzeva, Raïsa Kurv'jakova, Tat'jana Lemechova, Uliana Semiónova, Larisa Vinčaitė, Viktorija Dmitrieva, Nadežda Zacharova, Nelli Ferjabnikova, Lidija Guseva, Tamāra Dauniene, Natalja Klymova. Seleccionador: Lidija Alekseeva.
- Checoslovaquia:

Stanislava Grégrová, Alena Spejchalová, Marie Soukupová, Hana Jarošová, Nataša Dekanová, Jana Zoubková, Yvetta Polláková, Helena Jošková, Naděžda Coufalová, Marta Jirásková, Eva Petrovičová, Milena Jindrová. Seleccionador: Ján Hluchý.
- Brasil:

Laís Elena Aranha da Silva, Maria Helena Campos, Odila Camargo, Elza Arnellas Pacheco, Nilsa Monte Garcia, Maria Helena Cardoso, Norma Pinto de Oliveira, Jacy Boemer Guedes de Azevedo, Nadir Bazani, Marlene José Bento, Delcy Ellender Marques, Benedita Anália de Castro. Seleccionador: Waldir Pagan Peres.